# Кумпан, Семён Васильевич
Семён Васильевич Кумпан (1881—1948) — советский геолог, профессор, специалист по методике разведочного дела угля и горючих сланцев.

## Биография
Родился в 1881 году[где?][уточнить]
Окончил Горный институт.
Вёл геологическую съемку и разведку углей на Донбассе и Кузбассе.
С 1932 года — профессор Ленинградского горного института.
В 1933 году описал Барзасское месторождение девонских углей — сапропелитов и выявил крупные запасы углей в Кемеровском районе Кузнецкого бассейна.
Принимал участие в изучении горючих сланцев северо-западной части Русской платформы.
Скончался 22 июня 1948 года в Ленинграде.

## Членство в организациях
- Член ВКП(б) с 1946 года.